# امبلر (آلاسکا)
امبلر (به انگلیسی: Ambler) شهری در بخش نورث‌وست آرکتیک ایالت آلاسکا است که جمعیت آن در سرشماری سال ۲۰۰۰ میلادی ۳۰۹ نفر بوده‌است.